# 静岡オリオン座
静岡オリオン座（しずおかオリオンざ）は、かつて静岡県静岡市葵区七間町15にあった映画館。

## 概要
運営は静活株式会社であり、1951年（昭和26年）12月31日に青葉通りと昭和通りの北西角に開館した。1971年（昭和46年）には七間町通りと昭和通りの南西角にある静岡松竹劇場跡地（静活会館）に移転した。静活が新静岡セノバにシネマコンプレックスのシネシティザートを開館させる直前の2011年（平成23年）10月2日をもって閉館した。「東海一の大スクリーン」で知られた。

## 基礎情報
- 初代オリオン座
所在地 - 静岡県静岡市七間町
スクリーン数 - 1館（オリオン座）

- 2代オリオン座
所在地 - 静岡県静岡市葵区七間町15（静活会館）
スクリーン数 - 2館（オリオン座・有楽座）

## 歴史

### 初代オリオン座(1951-1971)

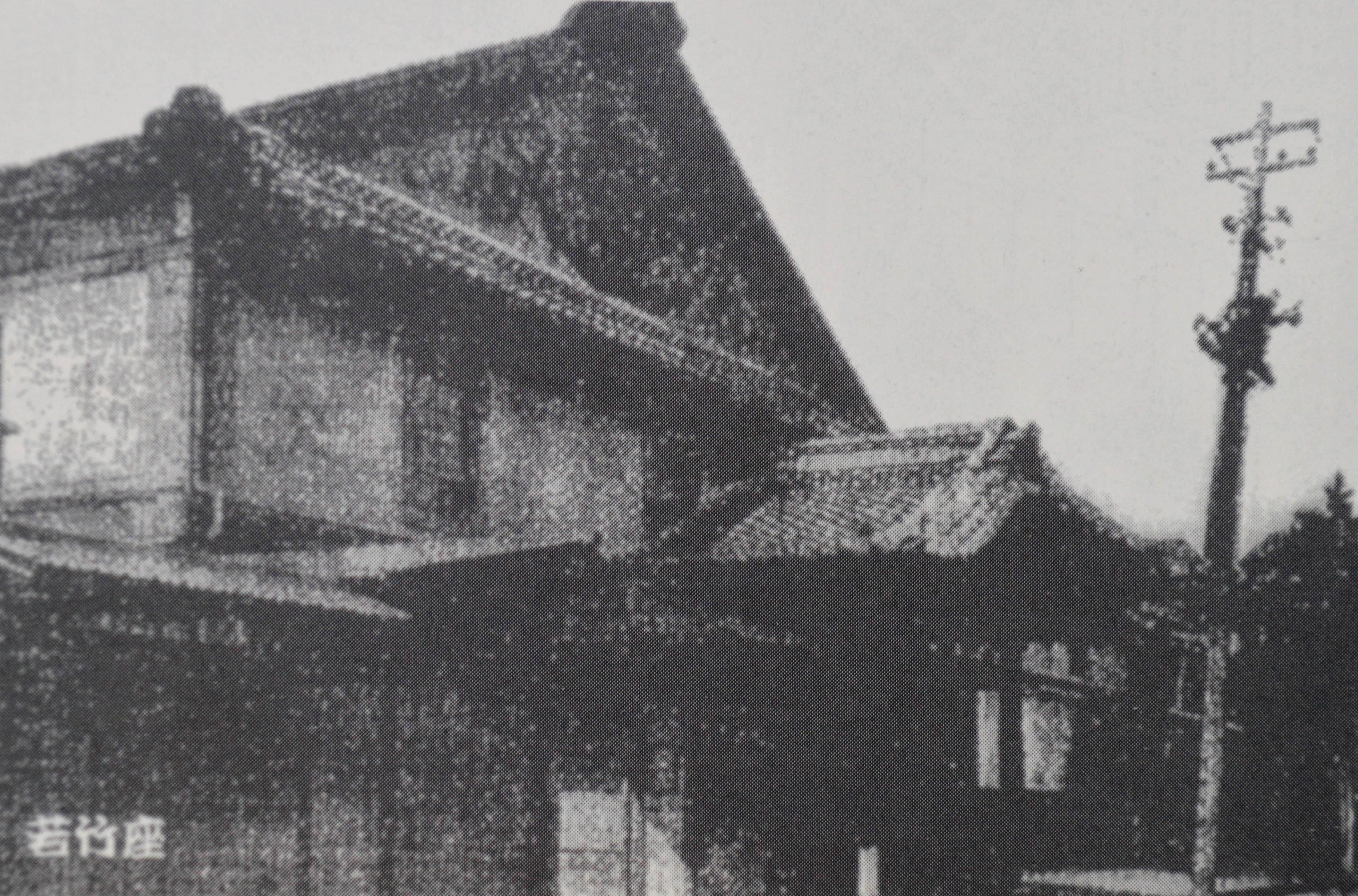
静岡県で初めて活動写真が上映された若竹座

七間町は静岡市において演劇や映画などの娯楽の街として発展した街であり、1897年（明治30年）に静岡県で初めて活動写真が上映された若竹座、1913年（大正2年）に静岡県で初めて開館した映画館であるパテー館も七間町にあった。
1951年（昭和26年）12月31日、七間町に初代オリオン座が開館した。12月31日の初興行作品はゲイリー・クーパー主演の『ダラス』（スチュアート・ヘイスラー監督）である。当時は木造の映画館が主流だったが、オリオン座は1951年当時から鉄筋コンクリート造だった。それまでは国際劇場が上映していたハリウッド作品の上映館がオリオン座に移った。
1955年（昭和30年）12月に開館4周年を迎えたオリオン座は、『足ながおじさん』（1955年、アメリカ）の入場者全員にくじを配布し、電気洗濯機や電気蓄音機があたる企画を実施した。
同年12月25日には、静岡駅前に本店を構える喫茶店の金清軒がオリオン座の喫茶室に支店を開いた。金清軒は店内に仕切りを設けており、館内からも館外からも入店することができた。
1959年（昭和34年）には映画監督のアルフレッド・ヒッチコックが日本を訪れており、東京から大阪に向かう特急はとは静岡駅にも停車、静岡の映画興行関係者との写真撮影やサインに応じているが、オリオン座では『泥棒成金』（1955年11月）、『めまい』（1958年10月）、『北北西に進路を取れ』（1959年10月）、『サイコ』（1960年11月）、『鳥』（1963年8月）の5作品を上映している。
| 1960年の静岡市の映画館（24館）  | 1960年の静岡市の映画館（24館） |
| ------------------------------- | ------------------------------ |
| 静岡映画劇場                    | 富士見劇場（五番町）           |
| 静岡名画座                      | 南街劇場（馬淵町）             |
| 静岡東宝劇場                    | 駅南劇場（南町）               |
| 静岡東映劇場                    | 地球座（南町）                 |
| 東映パラス劇場                  | 東映南風座（東鷹匠町）         |
| 有楽座                          | 城東劇場（東鷹匠町）           |
| 静岡大映                        | 静岡第二東映劇場（長谷町）     |
| 静岡オリオン座                  | 第一劇場（両替町）             |
| 静岡松竹劇場                    | 国際劇場（駿河町）             |
| 静岡銀座劇場                    | 文化劇場（安倍町）             |
| 静岡歌舞伎座（両替町）          | 静岡駒形劇場（駒形町）         |
| ロマンス座（三番町）            | ミリオン劇場（幸町）           |
| ※赤色は七間町に所在した映画館。 |                                |

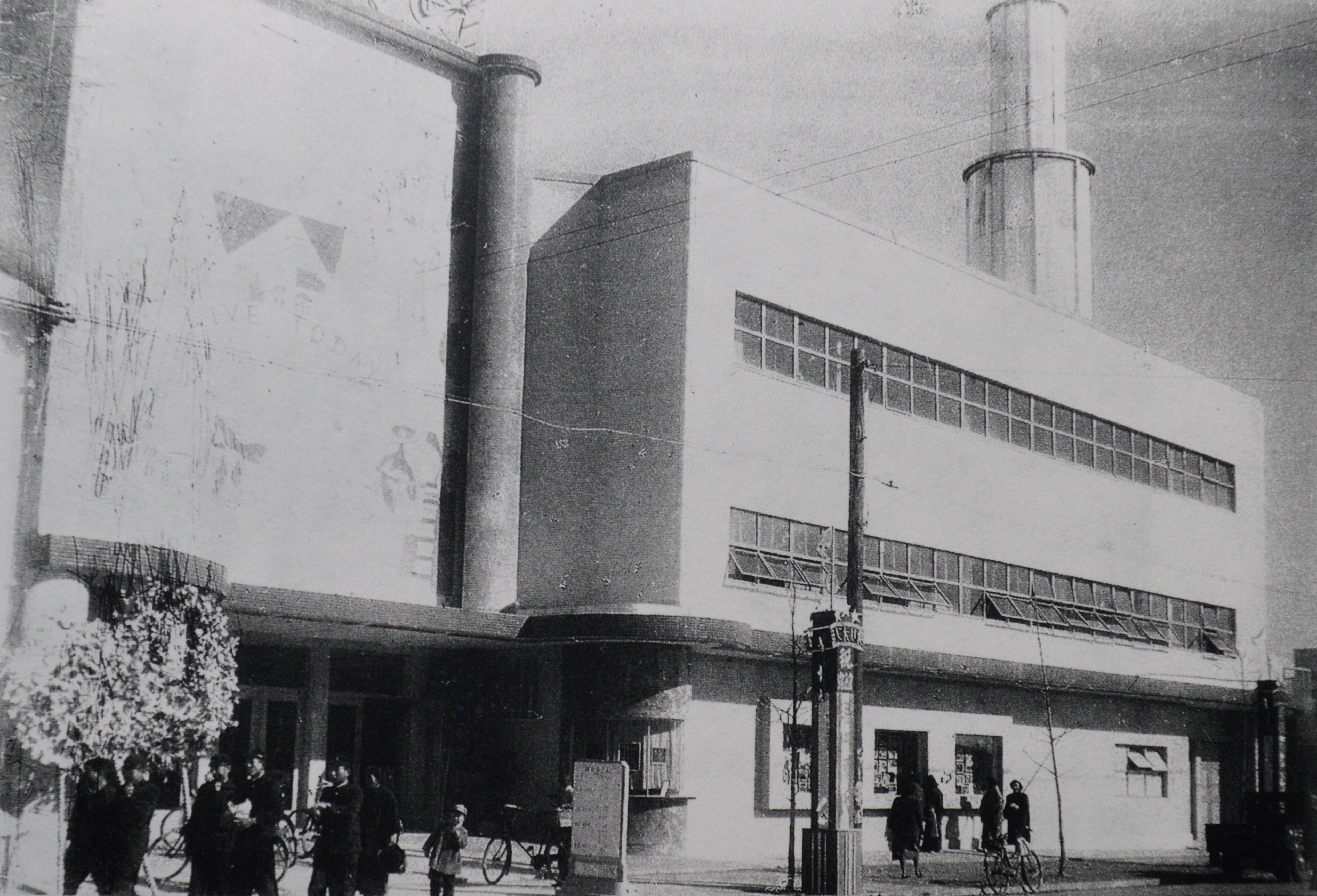
オリオン座（初代）

オリオン座が入る建物は3階建ての総合娯楽ビルであり、映画館のほかにはレストラン、喫茶店、クラブ、美容院、事務所などが入っていた。1960年（昭和35年）時点でオリオン座の座席数は1,100席だったオリオン座2階の特別席「ロイヤルボックス」は追加料金が必要だった。なお、静活は同年6月に静活会館（静岡松竹劇場、有楽座の2館）を、同年12月に静活文化会館（静岡大映劇場）を、1961年（昭和36年）12月に静活有楽会館（静岡日活劇場、銀座劇場の2館）を開館させており、オリオン座と合わせて4棟の映画館ビルを所有することとなった。
日本の映画観客数は1958年（昭和33年）に、日本の映画館数は1960年（昭和35年）にピークを迎える。1960年の静岡市にはオリオン座を含めて24館があり、静岡市の映画館数がピークを迎えた1962年（昭和37年）にはオリオン座を含めて27館の映画館があった。1960年の静岡市において静活が運営する映画館は、静岡映画劇場（七間町4-2）、静岡名画座（七間町8）、オリオン座・有楽座・静岡大映（七間町13）、静岡松竹劇場（七間町15）、静岡銀座劇場（七間町17-2）、静岡歌舞伎座（両替町）、ロマンス座（三番町）、富士見劇場（五番町）、南街劇場（馬淵町）、駅南劇場（南町）、地球座（南町）、城東劇場（東鷹匠町）の14館だった。
初代オリオン座の最終興行作品は『栄光のル・マン』（スティーブ・マックイーン主演）であり、1971年（昭和46年）10月19日が最終日となった。初代オリオン座は1951年から1971年までに896本の作品を上映した。跡地には後に静岡朝日テレビの社屋が建ち、静岡朝日テレビの社屋移転後にはコインパーキングとなった。

### 2代オリオン座(1971-2011)
昭和40年代には映画業界が斜陽産業となり、1971年（昭和46年）12月には大映が倒産している。この3か月前の9月には、静岡大映が閉館して跡地に静岡松竹劇場が入り、静岡松竹劇場があった場所にオリオン座が移転して2代目オリオン座が開館した。移転後の初興行作品は『夕陽の挽歌』（ブレイク・エドワーズ監督）。建物の正面にある巨大壁画は、静岡松竹時代の1957年（昭和32年）に完成したものである。同年には松竹専門の静岡松竹劇場が、地下に洋画専門の有楽座が開館していた。
1974年（昭和49年）の正月興行で上映した『燃えよドラゴン』は熱狂的なブルース・リーファンを生む大ヒットとなった。同年7月7日の七夕豪雨では有楽座が床上浸水している。7月20日にはオリオン座で『エクソシスト』が公開され、洋画の観客数最多記録を更新した。

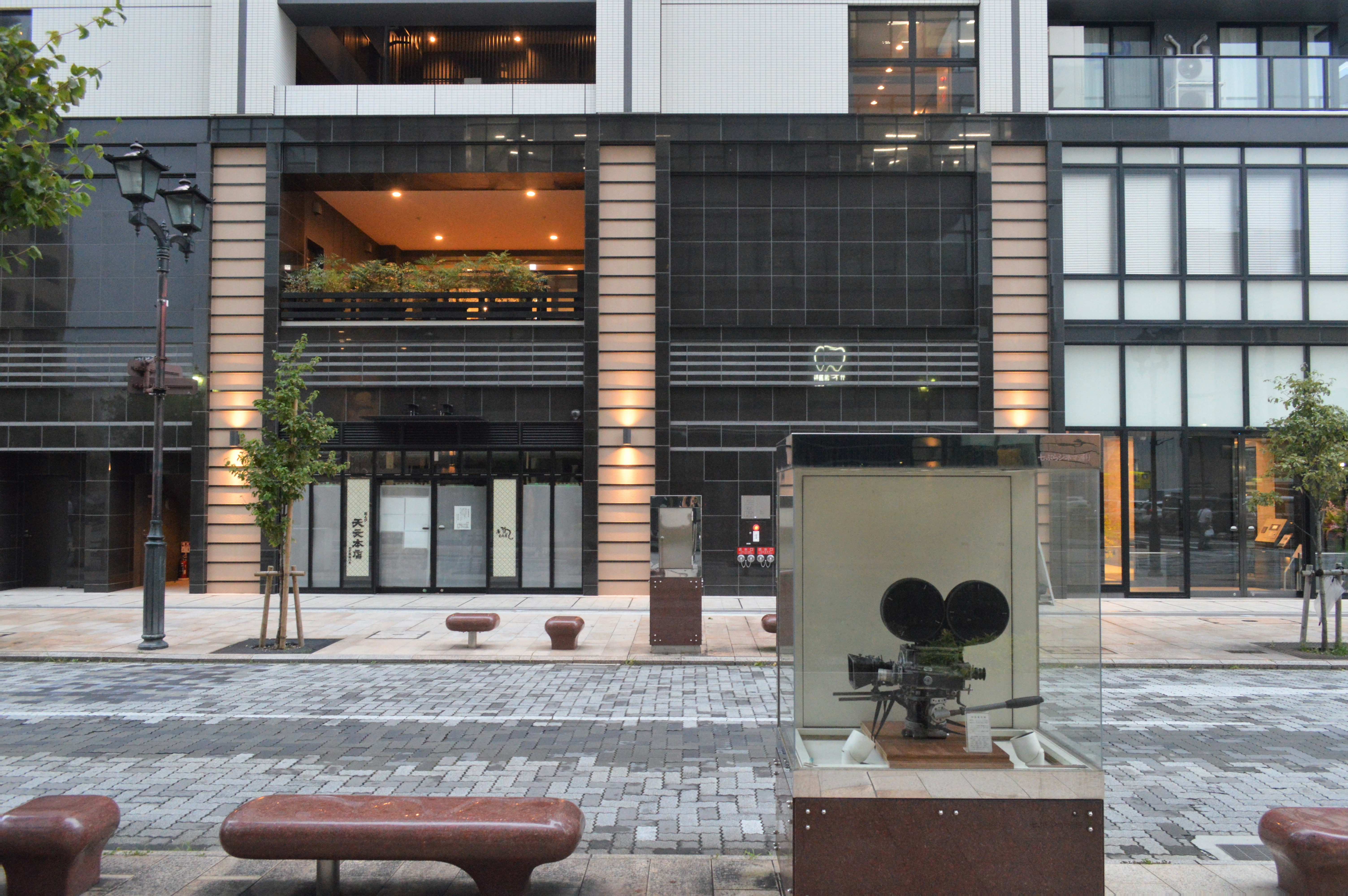
モニュメントが置かれている七ぶらシネマ通り

1990年（平成2年）3月10日には座席を一新して改装オープンした。座席の横幅は53センチであり、従来より5センチ広くなった。前後幅は120-130センチであり、従来よりも20センチ以上広くなった。オリオン座は幅17メートル×高さ8メートルの大型スクリーンが特徴であり、このスクリーンは常設映画館としては全国最大規模である。1992年（平成4年）には七間町通りの電柱の地中化や撮影機などのモニュメントの設置などが行われ、「七ぶらシネマ通り」という愛称が付けられた。オリオン座の受付から客席までの間には約30段の階段があるが、1998年（平成10年）以前は車いすの客が来た際には車いすごと職員が運んでいた。静岡市では他の映画館も同様だったが、同年12月には車いす用階段昇降機を設置した。

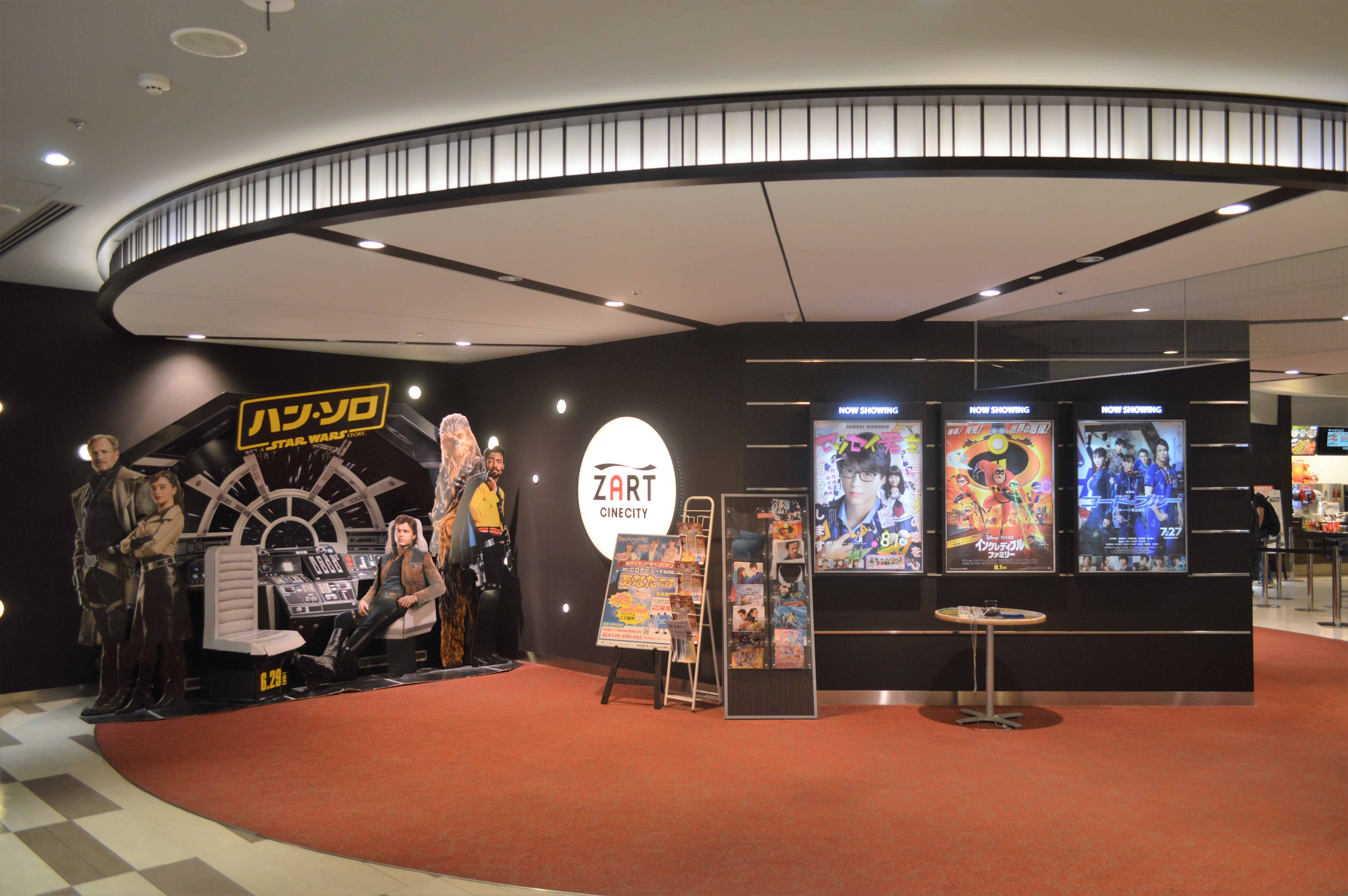
静活が運営するシネコン・シネシティザート

2003年（平成15年）6月6日には改装オープンし、静岡県では初めてプレミアシートを導入した。座席幅は60センチと広くなり、背もたれはより深くなった。座席数は619席から590席に減り、足元がより広くなった。改装オープンの際には外壁のモザイク画も補修している。翌日の6月7日には『マトリックス リローデッド』（ウォシャウスキー兄弟監督）の上映を開始した。
2007年（平成19年）6月25日には初代から数えて50周年を迎え、同日には開業50周年記念イベントを開催した。同年11月3日には「京都にある小さな映画館」を舞台とする映画『オリヲン座からの招待状』（浅田次郎原作、三枝健起監督）の公開を開始した。
2010年（平成22年）時点で七間町には5館13スクリーンが集まっており、静活の佐藤選人支配人は「『映画街』がこれだけの規模で残るのは、全国でも七間町だけ」と話す。しかし、2000年代には同一施設に多数のスクリーンを持つシネマコンプレックス（シネコン）が日本各地に広がりを見せ、静活も七間町の映画館を集約してシネコンを建設する計画を立てた。2011年（平成23年）10月2日をもって、静活が七間町で運営する4館9スクリーン（オリオン座を含む）はすべて閉館した。なお、一斉閉館から3日後の10月5日には静鉄静岡清水線新静岡駅前の新静岡セノバに静活が運営するシネコンであるシネシティザート（10スクリーン計1,941席）が開館している。
オリオン座の最終上映作品は浜松市出身の木下惠介監督作『二十四の瞳』であり、285人が詰めかけた上映終了後には拍手や「ありがとう!」の声が館内に響き渡った。かつては日本各地にオリオン座と名の付く映画館があったが、静岡オリオン座の閉館によりすべて姿を消している。4館9スクリーンが一挙に閉館したことで、「映画の町」七間町に所在する映画館は日映株式会社が運営する静岡東宝会館（5スクリーン）のみとなった。

### 閉館後
2011年（平成23年）10月にオリオン座が閉館すると、「七ぶらシネマ通り繁栄会」によって巨大壁画の保存活動が行われた。壁画全体の保存はならなかったものの、繁栄会は壁画の一部から縦2メートル×横2メートルのモニュメントを製作した。
オリオン座の閉館後には静岡市まちづくり公社などによって、「アトサキ7プロジェクト」と題したにぎわい創出活動が行われ、「七間町（7）の映画文化の跡（アト）をふまえつつ、これから先（サキ）を考えよう」との意気込みで多数のイベントが行われた。2012年（平成24年）10月にはプロジェクトの一環で屋外上映会「星空シネマウィーク」が開催され、夜間にはオリオン座跡地のビル壁面にチャールズ・チャップリンの『キッド』（1921年）や『黄金狂時代』（1925年）などの名作映画が投影された。
壁画から製作されたモニュメントはオリオン座跡地の地面に設置されていたが、2013年（平成25年）12月に静岡市上下水道局庁舎の新築工事が開始されると一時的に撤去された。2016年（平成28年）2月にはオリオン座の跡地に静岡市上下水道局庁舎が完成し、縦2メートル×横2メートルのモニュメントは正面入口の壁面に設置された。

## 特色

### 初代オリオン座
初代オリオン座のキャッチコピーは「東海随一! 世紀の映画殿堂!」だった。静岡県立静岡高等学校出身の詩人・小説家である三木卓は、初代オリオン座の開館記念公演『ダラス』を鑑賞し、「出来立ての、しっくいの匂いが漂う闇のなかで、やや優越感を感じながら見たのはなかなかいい思い出」と語った。三木はその他には高校生の時に『誰が為に鐘は鳴る』（日本では1952年公開、アメリカ）の特別試写会をオリオン座で鑑賞し、静岡高校の校内新聞で批判的な記事を書いたとしている。オリオン座については「当時としては豪華というべき映画館」と表現している。
三木と同じく静岡高校出身の小説家である村松友視は、中学・高校時代には学校帰りにひとりで映画を観ていたと語っており、中でもオリオン座や歌舞伎座や国際劇場に通ったとしている。オリオン座では西部劇や『回転木馬』（1956年、アメリカ）や『真夏の夜のジャズ』（1960年、アメリカ）などを観ていた。
初代オリオン座は収容人数もスクリーンの大きさも全国最大級であり、「東海一」の劇場と呼ばれた。週末には観客の行列ができ、館内では軽食の売り子が座席近くを回った。初代オリオン座は七間町の象徴的な存在であり、静活で営業本部長を務めた斉藤隆は「（静岡の）町の誇りそのものだった」と語る。

### 2代オリオン座（静活会館）
2代オリオン座（静活会館）の巨大壁画は縦12メートル×横19メートルであり、映画館街だった七間町を象徴する存在だった。この壁画はジョルジュ・スーラの「グランド・ジャット島の日曜日の午後」を模している。岐阜県多治見市で生産された165万個の美濃焼のタイルを用いて、静活会館竣工前の1956年（昭和31年）から1957年（昭和32年）に製作された。多治見市で各部分を製作し、静岡県立静岡高等学校の校庭に運んで組み立て、建物の完成に合わせて壁面に設置された。
2代オリオン座は広い待合室や曲線の階段が特徴であり、非日常的で高級感ある空間だった。ロビーにはシャンデリアが飾られ、静岡出身の彫刻家である杉本宗一の「花と人」が飾られていた。2階の特別席には曲線の階段が通じており、その壁面には日本画家である白鳥映雪の「立秋」が飾られていた。ロビーや廊下には多数の油彩画や水彩画が飾られていた。建物の正面には大きな壁画とともに「LIVE TODAY」（今を生きる）の文字が書かれていた。実演や舞台挨拶に対応出来る大きなステージがあり、舞台裏には楽屋の他、風呂場も併設されていた。
静岡市出身の小説家である諸田玲子は、オリオン座やミラノや有楽座などの映画館について「今もなつかしく思い出します」と語っている。静岡市で青年時代を過ごした映画監督の浜野佐知は、「中学や高校になるとオリオン座やミラノ座で洋画、と私にとって映画街はもう一つの学校のようなものでした」と語っている。